# 扬·帕托契卡
扬·帕托契卡（Jan Patočka，1907年6月1日—1977年3月13日），捷克哲學家。

## 生平
1925年，帕托契卡在查理大學文學院攻讀斯拉夫学、罗曼学以及哲學，及後在1928年在巴黎就讀，在那裡第一次遇見胡塞爾。1931年，他在撰寫博士論文，並在1932年開始講授哲學。但他於同一年去了柏林洪堡大學，並從1933年開始在弗萊堡大學研究現象學。在弗萊堡，他在胡塞爾與海德格爾的指導下研究現象學。他也結識了胡塞爾的助理芬克，後來更成為終生的朋友。
帕托契卡是布拉格的德語捷克語哲學學會的奠基人之一，更被選為該會的捷克裔書記（德裔書記則為Ludwig Landgrebe）。
1936年，他寫成教授資格論文，題目為Přirozený svět jako filosofický problém（《自然世界作為哲學問題》），本文一直影響著後來捷克哲學的發展。1937年，他成了哲學期刊Česká mysl（《捷克精神》）的責任編者。1938年，他加入了巴黎國際哲學學會。
在納粹時代和共產主義統治的時代，他曾多番被禁止在大學內進行任何活動，帕托契卡唯有在一個研究單位中從事翻譯工作。儘管如此，他仍然私下舉行講演，也在1960年代到德國和法國成為訪問講師。
1977年，他與哈維爾與伊希·哈耶克聯合起草了《七七憲章》，發表前被共產黨秘密警察盤問至死。

## 哲學
帕托契卡的哲學思考基本上從胡塞爾後期思想出發。在闡述這個胡塞爾哲學概念的同時，帕托契卡沿用了海德格爾哲學的一些核心概念，例如歷史性、技術性等等。另一方面，他也批評海德格爾哲學未能充分處理「在世存在」之基本結構的問題。對於帕托契卡來說，「在世存在」之基本活動並不在於揭示真理（在這一點上，帕托契卡尤其對漢娜·阿倫特的著作感到興趣）。通過批判海德格爾，帕托契卡提出了關於「人類生存的三種運動」的學說：一、接受；二、複製；三、超越。
另一方面，帕托什卡本人亦將黑格爾與謝林許多著作翻譯成捷克語。此外，他亦對前蘇格拉底哲學和古典希臘哲學進行解釋，並且撰寫過多篇長文，討論希臘觀念如何影響著今日歐洲概念的形成。他也積極參與捷克哲學、捷克藝術、捷克歷史和捷克政治的討論。
德里達、里科、雅各布森都曾談論過帕托契卡的思想。德里達尤其在《死亡的贈與》一書中以不少篇幅談論帕托契卡的《歷史哲學的異端式論考》。

### 《自然世界作為哲學問題》
《自然世界作為哲學問題》是帕托契卡其中一部主要著作，在1936年首次出版，是為其教授資格論文。帕托什卡從胡塞爾後期思想出發，關注生活世界（Lebenswelt）的問題及結構，以及人在其中的地位，藉以揭示人與世界的自然經驗。這種自然經驗的缺失，導致人們不再將世界把握為一個整體，只從科學的角度來解釋世界，並將世界分割來開，成為不同學科的研究對象。這種世界觀最終導致人們放棄追問人在世生存的意義，導致一種被動的宿命論，在此人沒有甚麼責任可言。
本書於1970年再版，共分為兩個部分。第一部分即為其1936年的教授資格論文，在其中，帕托契卡對自然世界的分析是基於胡塞爾超越論現象學的。第二部分是帕托契卡33年後所加的詳細補充，在這裏，帕托契卡根據海德格爾的學說，對胡塞爾提出批評。正是在第二部分這裏，帕托契卡提出了他關於人類生存的三種運動的學說。

### 《否定的柏拉圖主義》
《否定的柏拉圖主義》雖然在1990年才出版，但實際上寫成於1950年代初期。在這裡，帕托契卡嘗試顛覆傳統形而上學，不再把觀念視為固定的、無時間的、永恆不變的東西。相反，他試圖提出一種「否定的柏拉圖主義」，把觀念視為超越論的東西，並不具有正面的內容，而只具有 "negative plus"，超出任何給定的內容。據此，帕托契卡批評任何正面的形而上學，後者試圖把認識真理視為把握觀念本身，從而衍生出操控世界並製造意識形態的結果。帕托契卡認為，人並不擁有真理，而是謙卑地、恆久地追尋著真理，服務於更高的原則。

## 著作
帕托契卡在世的時候，只有很少著作能夠出版流通。在他死後，其遺稿被人複製並帶往維也納，以免落入捷克當局的手中。於是，帕托契卡著作的編纂出版工作同時以德語和捷克語進行。

### 以捷克語著作的著作
- 《自然世界作為哲學問題》（Přirozený svět jako filosofický problém），1936，1970，1992
- 《捷克作為歐洲之一員》（Česká vzdělanost v Evropě），1940
- 《詩人馬哈的象徵之地》（Symbol země u K. H. Máchy），1944
- 《亞里士多德，其思想的先行者及後繼者》（Aristoteles, jeho předchůdci a dědicové），1964
- 《今天的意義》（O smysl dneška），1969
- 《歷史哲學的異端式論考》（Kacířské eseje o filosofii dějin），1975（自資出版），1990，2007
- 《否定的柏拉圖主義》（Negativní platonismus），1990
- 《馬薩里克三論》（Tři studie o Masarykovi），1991
- 《柏拉圖：古代哲學講演》（Platón. Přednášky z antické filosofie），1992
- 《蘇格拉底》（Sókratés），1991
- 《歐洲與後歐洲時代》（Evropa a doba poevropská），1992
- 《何謂捷克人？》（Co jsou Češi?），1992
- 《現象學哲學引論（Úvod do fenomenologické filosofie），1993, 2003
- 《身體、社群、語言、世界（1968-1968年講座）》（Tělo, společenství, jazyk, svět），1995
- 《藝術與時間》（Umění a čas），共兩卷，2004
- 《永恆性與歷史性》（Věčnost a dějinnost），2007
- 《夸美纽斯研究》（Komeniologické studie），共三卷，1997（I），1998（II），2003（III）
- 《靈魂的關注》（Péče o duši），共三卷，1996（I），1999（II），2002（III）
- 《捷克人》（Češi），共兩卷，2006（I），2007（II）

### 以德語出版的著作
- Ausgewählte Schriften I-V, 1987–92（《帕托什卡選集》，四卷）
- Eugen Fink und Jan Patočka, Briefe und Dokumente, 1933-1977, 1999（《（芬克與帕托什卡的通信》）
- Jan Patocka. Texte, Dokumente, Bibliographie, 1999（《帕托什卡：文本、文獻、參考書目》）
- Vom Erscheinen als solchem Texte aus dem Nachlaß, 2000（《論顯現本身：帕托什卡遺稿》）
- Andere Wege in die Moderne Studien zur europäischen Ideengeschichte von der Renaissance bis zur Romantik, 2006（《從文藝復興到浪漫派的歐洲思想史的另一現代研究途徑》）

### 帕托契卡著作的法語翻譯
法語方面，已有12部著作及文集翻譯出版，譯者主要是Erika Abrams。由於捷克語不易掌握，因此帕托契卡著作的法語翻譯也是學人研究其思想的重要參考。
- Le monde naturel comme un problème philosophique.  Tranduit par Jaromír Danek and Henri Declève.  The Hague: Martinus Nijhoff, 1976.
- Essais hérétiques sur la philosophie de l'histoire.  Traduit par Erika Abrams.  Lagrasse: éditions Verdier, 1981.
- Plato et l'Europe.  Traduit par Erika Abrams.  Lagrasse: éditions Verdier, 1983.
- La crise du sens, tome 1, Comte, Masaryk, Husserl.  Traduit par Erika Abrams.  Brussels: éditions Ousia, 1985.
- La crise du sens, tome 2, Comte, Masaryk et l'action.  Traduit par Erika Abrams.  Brussels: éditions Ousia, 1986.
- Le monde naturel et le mouvement de l'existence humaine.  Édité et traduit par Erika Abrams. Dordrecht: Kluwer Academic Publishers, 1988.
- Qu'est-ce que la phénomenologie.  Édité et traduit par Erika Abrams.  Grenoble: J Millon, 1988.
- L'écrivain, son "objet".  Édité et traduit par Erika Abrams.  Paris: P.O.L. 1990.
- Liberté et sacrifice. Ecrits politiques.  Édité et traduit par Erika Abrams. Grenoble: J. Millon, 1990.
- L'idée de l'Europe en Bohême. Traduit par Erika Abrams. Grenoble: J. Millon, 1991.
- L'art et le temps. Édité et traduit par Erika Abrams. Paris: P.O.L., 1992.
- Papiers phénoménologiques. Édité et traduit par Erika Abrams. Paris: Millon, 1995.
- L’Europe après l’Europe, traduction par Erika Abrams, Lagrasse, éditions Verdier, 2007.

### 引用
1. ↑  亞牠. . 微批.   [2020-08-31]. （原始内容存档于2020-08-04）.